# Рейкова дорога
Рейкова дорога — сукупність пристроїв, які забезпечують переміщення (рух) по рейках одиничних посудин і рухомого складу. По можливості вони повинні мати нормальний уклон, бути прямолінійними, достатньо пружними, міцними, стійкими, довговічними і зручними для заміни при монтажі і ремонті.

## З історії
Прототипом рейкових доріг були лежневі, а пізніше чавунні дороги. Зокрема лежневі дороги в гірничій справі описані Ґеорґіусом Агріколою (De Re Metallica, 1556), побудовані у 1764 р. за проектом К. Д. Фролова на Зміїногорському руднику (Алтай). У 1788 р. за ініціативою начальника Олонецьких заводів А. С. Ярцова на Олександрівському гарматному заводі в Петрозаводську були прокладені рейки із чавуну на відстань майже 174 м.
Перша чавунна дорога з мостами і насипами за проектом П. К. Фролова відкрита у 1809 р. Довжина її становила 1 867 м, ширина колії — 1 067 мм. Замість рейок служив прокат з еліптичною поверхнею катання. Переведення сосудів на бічні гілки здійснювалося за допомогою поворотних кругів.

## Конструкція
Рейкова дорога складається з нижньої і верхньої споруд. Нижня — це насипи і мости, а у підземних умовах — шар ґрунту з водовідливною канавкою (рис.)